# Llum en l'art

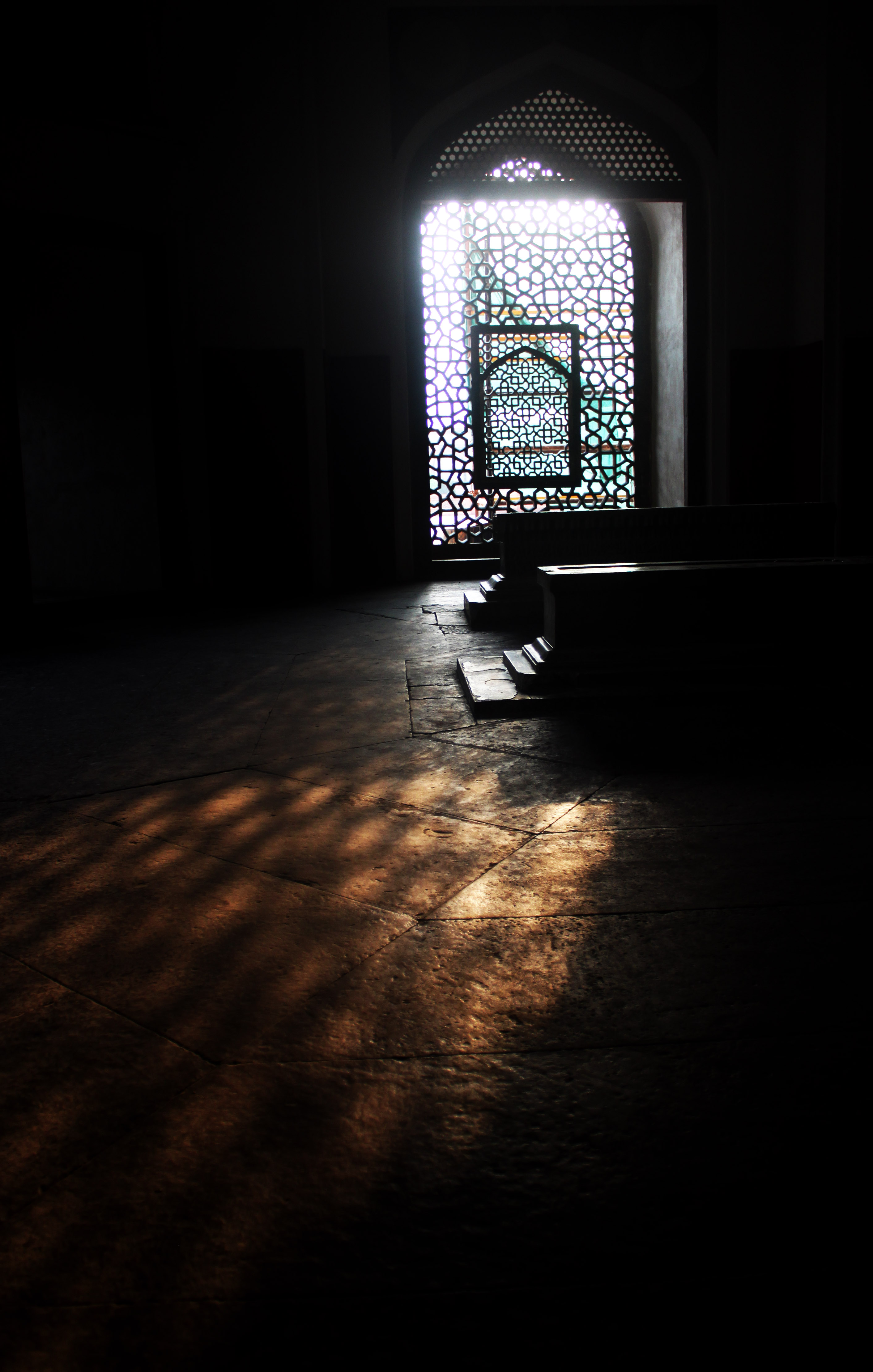
Tomba de Humayun, Delhi

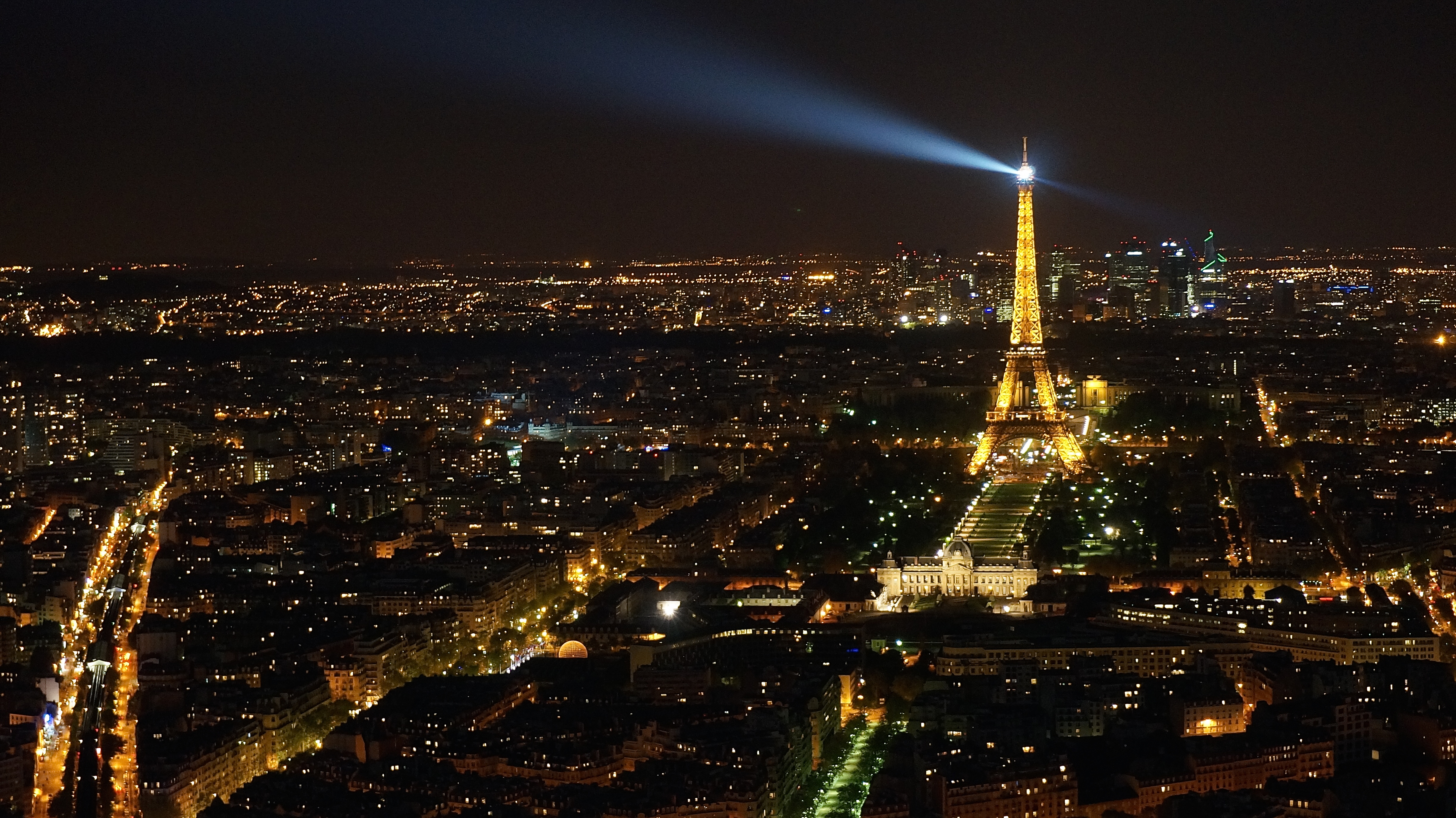
Il·luminació nocturna de la Torre Eiffel. París és anomenada la Ville Lumière ("la Ciutat de la Llum")

El tractament de la llum en l'art és un dels temes més importants de les tècniques artístiques de cadascuna dels arts (especialment denominades arts visuals); així com de la teoria de l'art i de l'estètica. Ha estat tractat nombroses vegades per la història de l'art.
No només es limita a la representació de la llum i el seu oposat (l'ombra), sinó que fa referència a la consideració de la il·luminació adequada que han de rebre les obres d'art en la seva exhibició (una funció que cau dins l'àmbit de la museística i el comissariat artístic de les exposicions d'art) i, fins i tot, al paper de la llum com a part essencial de determinades obres d'art en si mateixes.
Leonardo da Vinci descriu amb un màxim de detalls l'aplicació i el significat de llum i ombra. "L'ombra es una manca de llum i només la resistència dels cossos opacs que impedeixen els raigs de llum. Per la seva naturalesa, l'obra pertany a la foscor, mentre la llum, per la seva naturalesa, pertany a la lluminositat. Una amaga, l'altra revela. Sempre estan juntes sobre els cossos; i l'ombra té més poder que la llum […] L'ombra és el mitjà pel qual els cossos revelen les seves formes. […] Així doncs, la foscor és la primera baula de l'ombra i la llum l'última. Per tant, tu, pintor, has de fer l'ombra el més fosca possible prop del seu origen i deixa que al final de l'ombra es converteixi en llum, de manera que sembli que no tingui final." A això segueixen estudis detallats de com la força de la llum canvia d'acord amb l'angle en el qual incideix sobre l'objecte. La llum és "en el seu efecte com una projecció, ja que, la que incideix sobre l'angle recte assoleix el màxim grau de força."

## Pintura
Pel que fa a la pintura, la llum és un objecte especial, l'aparició de la qual en el quadre és precisament la que permet la visió del contorn, la textura i el color dels objectes i la seva ubicació en l'espai, amb diferents convencions en cadascun dels estils pictòrics i les tècniques pictòriques associades (ombrejat, esfumat, clarobscur, tenebrisme, luminisme, impressionisme, fauvisme). La utilització de diferents tipus de focus de llum (interns, externs, zenitals, inferiors —llums de bateria—, laterals, anteriors, posteriors -contrallum-, ubiqües, llum reflectida, llum natural, llum artificial, llum filtrada, etc.) permet parlar de diferents tipus d'il·luminació i, fins i tot, de l'especulació sobre la vibració d'aquesta llum.
- Llum en pintura (llum en dibuix, llum en gravat, etc. —pintura, dibuix, gravat, il·lustració (disseny gràfic), etc.—)
- Il·luminació de manuscrits o miniatura, aplicació manual de colors, pròpia dels codexs.
- Nit en pintura.

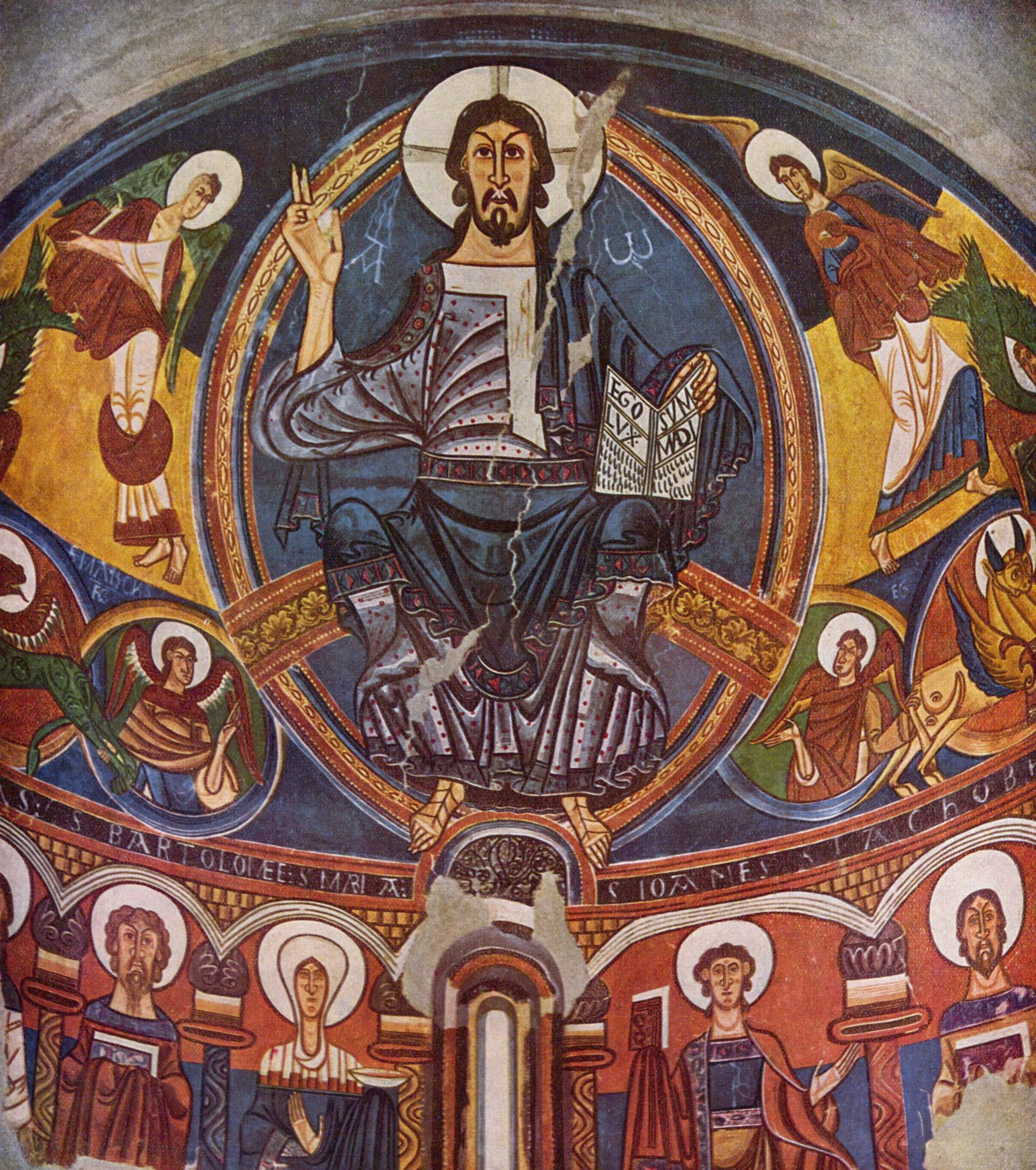
"Pantocràtor" de l'absis de Sant Climent de Taüll (MNAC), romànic. Llum ubiqua.
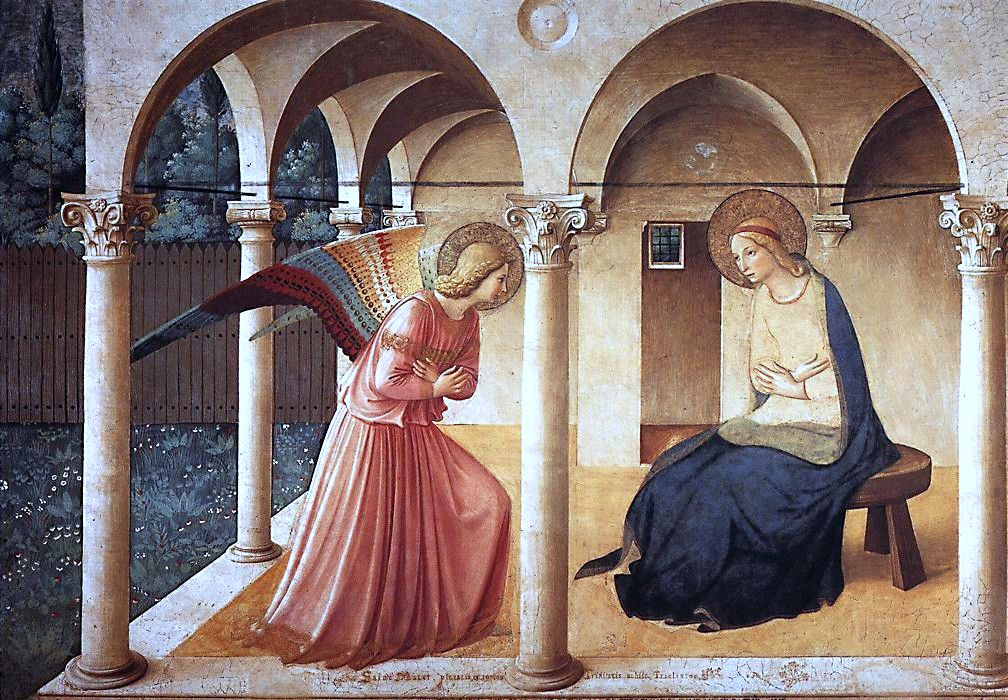
"Anunciació", de Fra Angelico, transició del Gòtic al Renaixement. Efectes volumètrics de l'ombrejat i subtil tractament del pas de la llum natural a un interior.
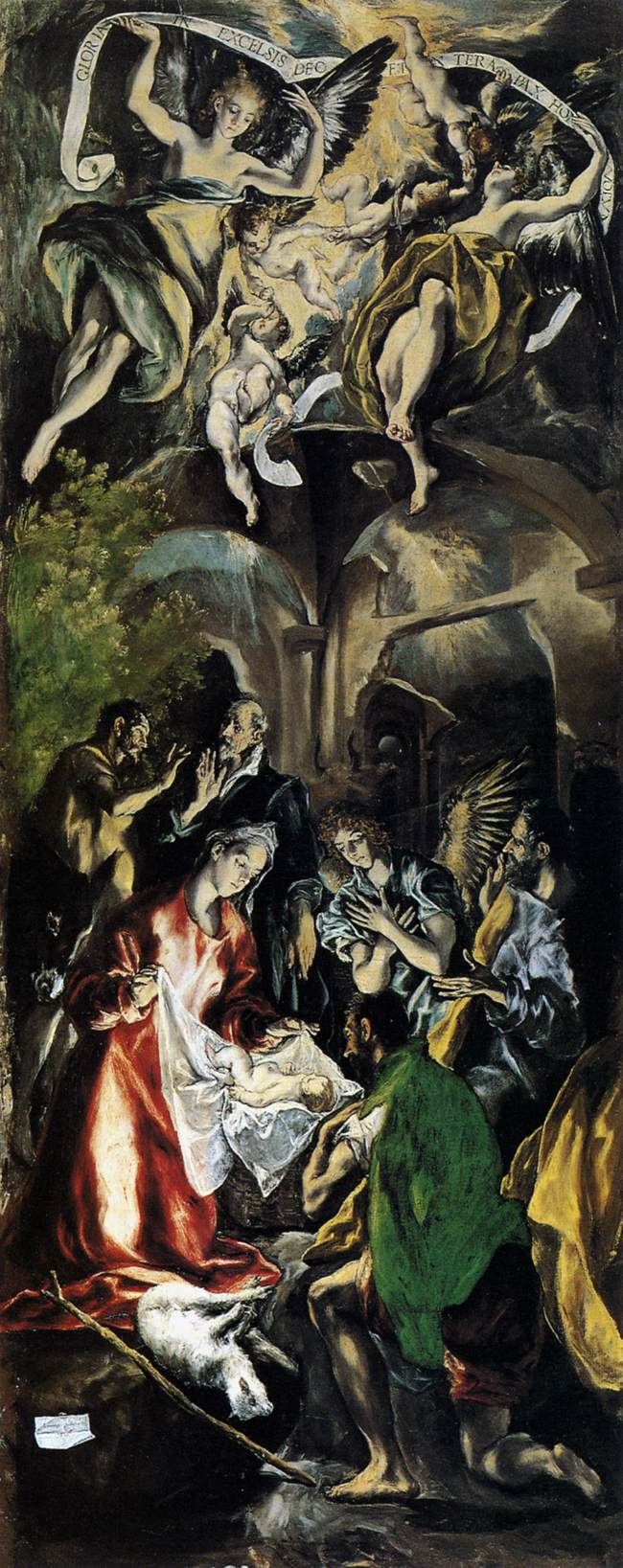
"Adoració dels pastors", d'El Greco, Manierisme. Un focus de llum central (el Nen Jesús) il·lumina les figures del seu voltant en una escena nocturna.
"Sopar d'Emaús", de Caravaggio, Barroc inicial. Violents contrastos de llum i ombra en una escena d'interior.
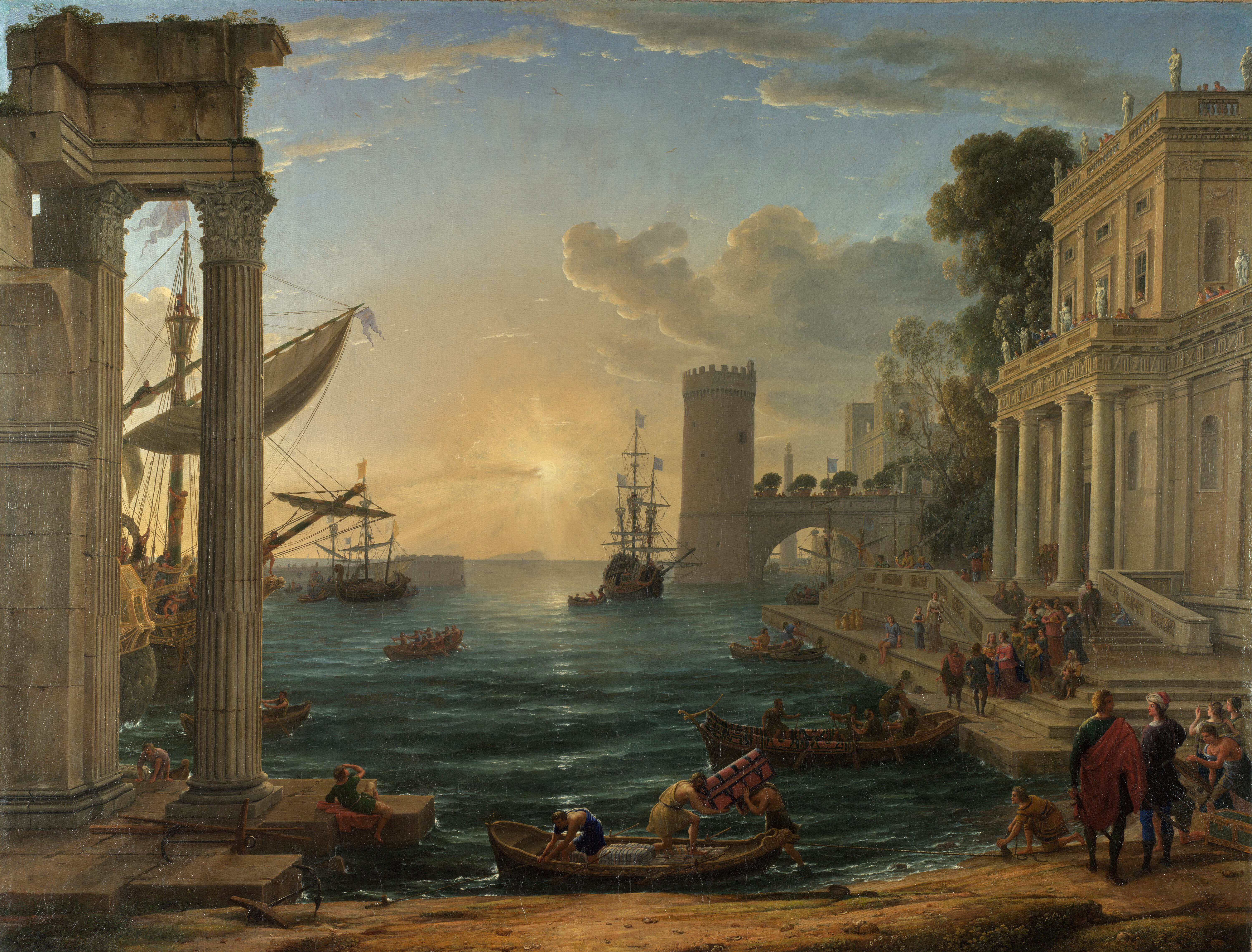
"Port amb l'embarcament de la Reina de Saba", de Claude Lorrain. Un contrallum amb el Sol al centre de la composició poc habitual.
"Ball al Moulin de la Galette", de Pierre-Auguste Renoir, Impressionisme. La llum es filtra entre les fulles dels arbres i altera el color segons la superfície on incideix, reflexant-se en altres cossos.
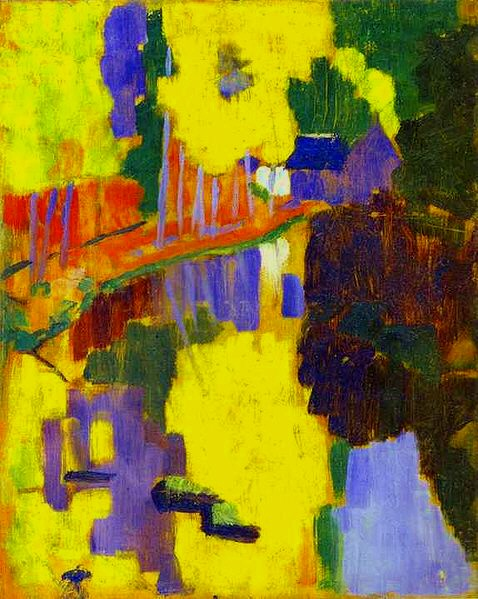
"Talismà", de Paul Sérusier, Fauvisme. Els colors es donen amb criteris arbitraris en grans superfícies planes, en les quals la saturació i la temperatura cromàtica són més importants que altres recursos de la llum o les ombres

## Escultura
La tridimensionalitat pròpia de l'escultura provoca que la il·luminació sigui particularment important en la seva contemplació i, per tant, que es consideri la ubicació de les figures en el seu entorn en funció de la il·luminació que aquesta rep. En alguns casos, la llum és vital per a l'escultura.
Hi ha diversos tipus d'il·luminació d'objectes tridimensionals en espais interiors:
- Il·luminació creant ombres intencionades. Té lloc quan l'objecte pot generar ombres utilitzant el seu propi cos, o bé, quan el mateix objecte pot ser el lloc on hi hagi la llum.
- Il·luminació uniforme d'un objecte petit o regular.
- Il·luminació uniforme d'un objecte gran. Per aconseguir una il·luminació uniforme es necessiten diferents fonts de llum depenent de l'àrea que ocupi l'objecte.
- Il·luminació d'un objecte emfatitzant un detall a través de la seva ombra.
- Il·luminació d'un objecte emfatitzant la brillantor del mateix objecte, quan l'escultura està fabricada amb un tipus de material brillant, aquesta qualitat pot ser usada per a la seva il·luminació.
- Il·luminació zero ombres. L'element requereix ser vist en tots els seus detalls.

## Arquitectura
La llum, ja sigui natural o artificial, subordina a l'home fisiològicament i psicològicament, per aquest motiu, l'arquitectura té un paper primordial com a protector i regulador de la llum, de l'energia. Controlant la llum del sol crea espais més o menys il·luminats. En l'actualitat, l'arquitectura necessita cada vegada més de la llum generada per l'electricitat.
En l'arquitectura, la llum és un recurs essencial. La llum natural il·lumina l'exterior dels edificis i entra a l'interior per les obertures, prestant-se atenció especial pels arquitectes a l'orientació des dels inicis de la història de l'arquitectura (l'orientació convencional, est-oest, permet considerar il·luminacions del matí i del vespre, costats de solana i d'obaga i, fins i tot, la variació estacional). Els atris, patis, cors i claustres són solucions arquitectòniques que porten la llum a l'interior dels edificis amples.
Amb llum artificial s'il·lumina l'exterior dels edificis destacats (il·luminació nocturna). La utilització de la il·luminació artificial a l'interior dels edificis, segons els seus diferents usos (habitatges, llocs de treball, lleure, representació política, etc.) és una de les funcions més importants de la disciplina anomenada interiorisme, que ha passat a convertir-se en un àmbit del disseny.
L'evolució dels sistemes d'il·luminació ens situen i ens refereixen amb l'espai: primer el tractament de la llum solar dibuixant la nostra ombra al terra o en una paret i ara la creació de la llum artificial anul·lant l'ombra, anul·lant la persona i, per acabar, la necessitat de voler viatjar a velocitat de la llum.
La llum com a símbol: En el període barroc, la llum es converteix en "divina", utilitzant la llum reflectida. No veiem l'origen de la llum, la qual, arriba d'una manera misteriosa.

"Llum" com a distància entre suports és un terme tècnic d'arquitectura i enginyeria.

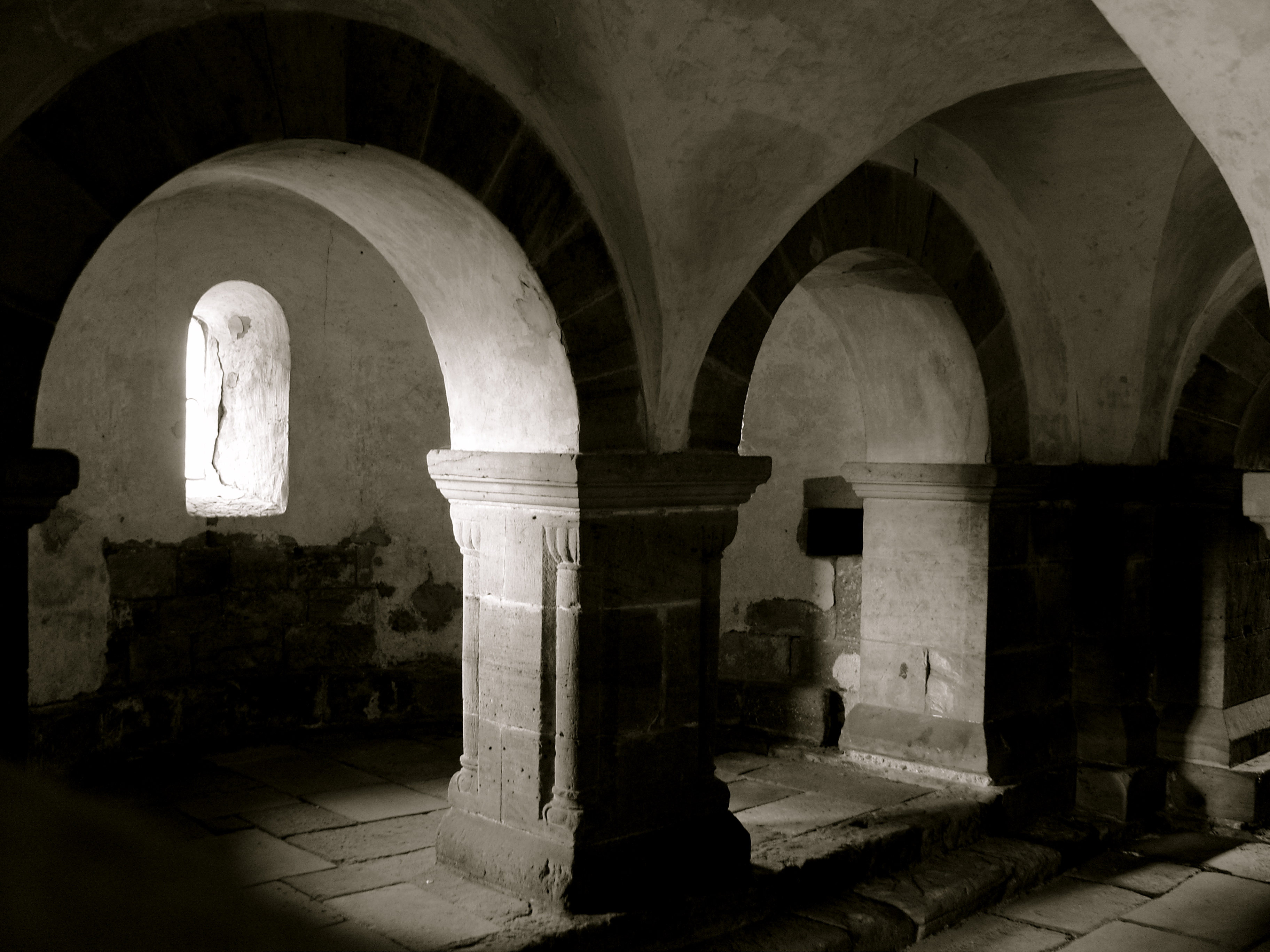
Cripta del monestir de Gemerode. L'arquitectura romànica necessita grossos murs per sostenir les voltes; les obertures resulten petites i les altures limitades, determinant espais d'escassa il·luminació.
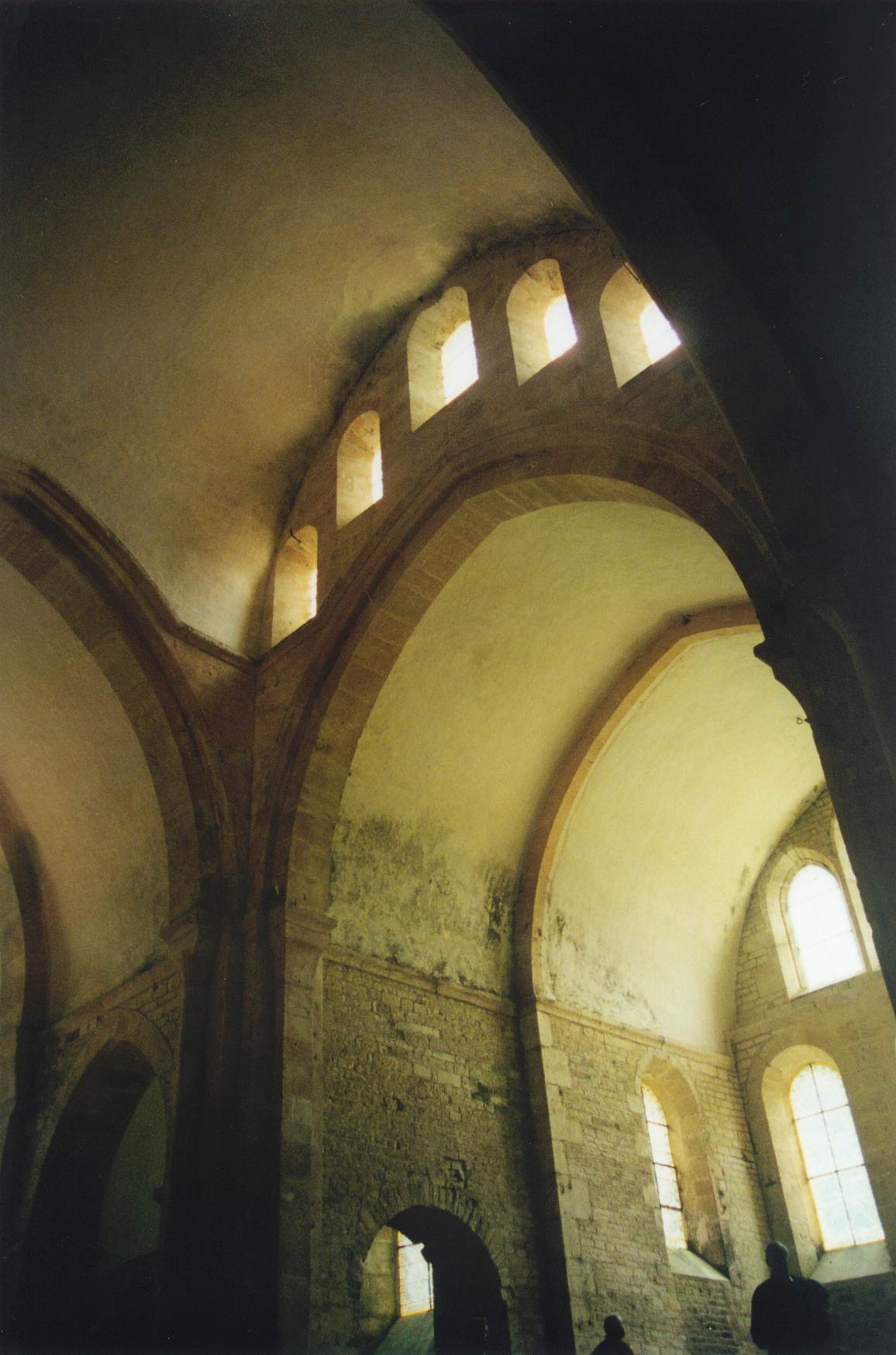
Església de Fontenay. L'arquitectura cistercenca dona un protagonisme primordial a la llum.
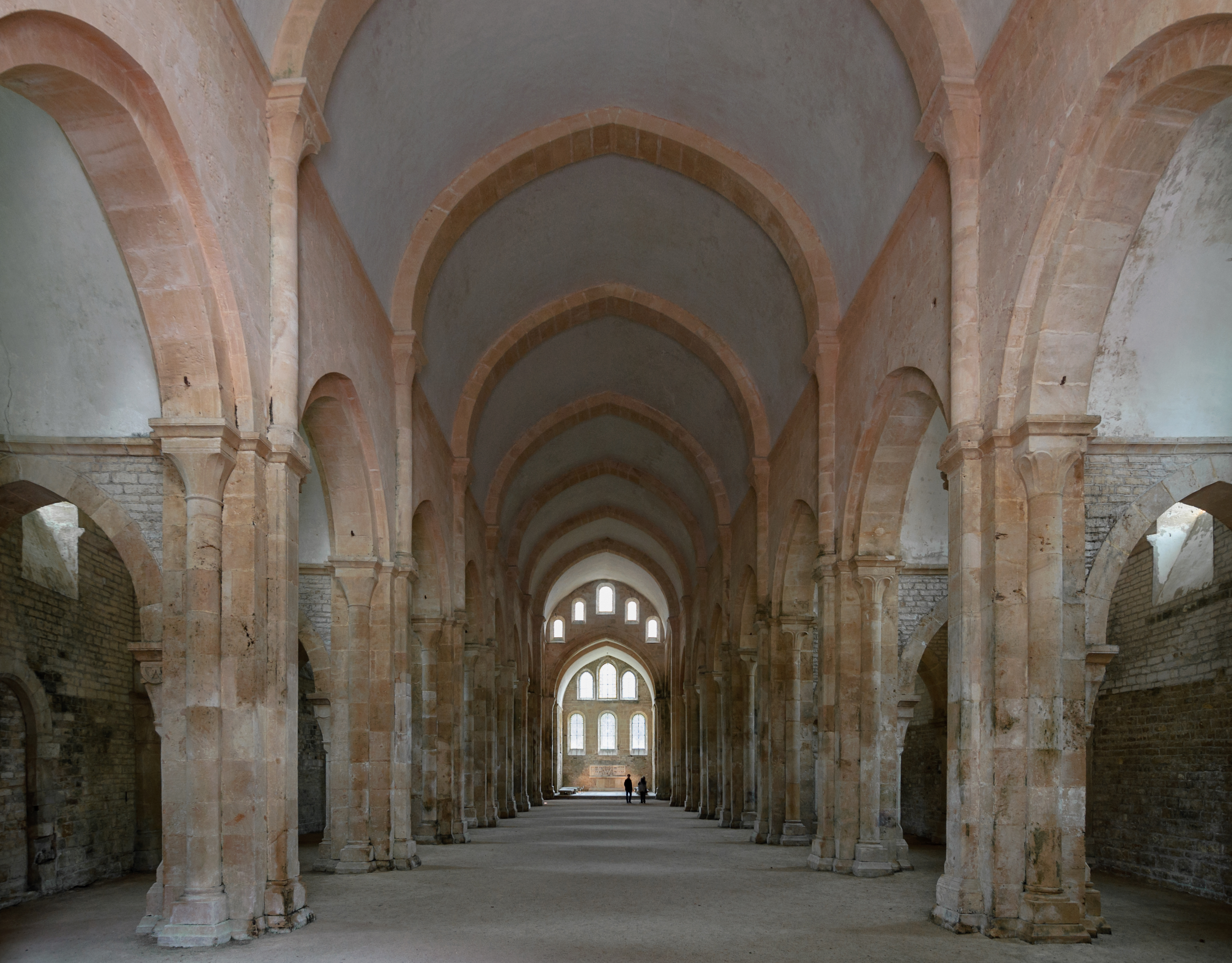
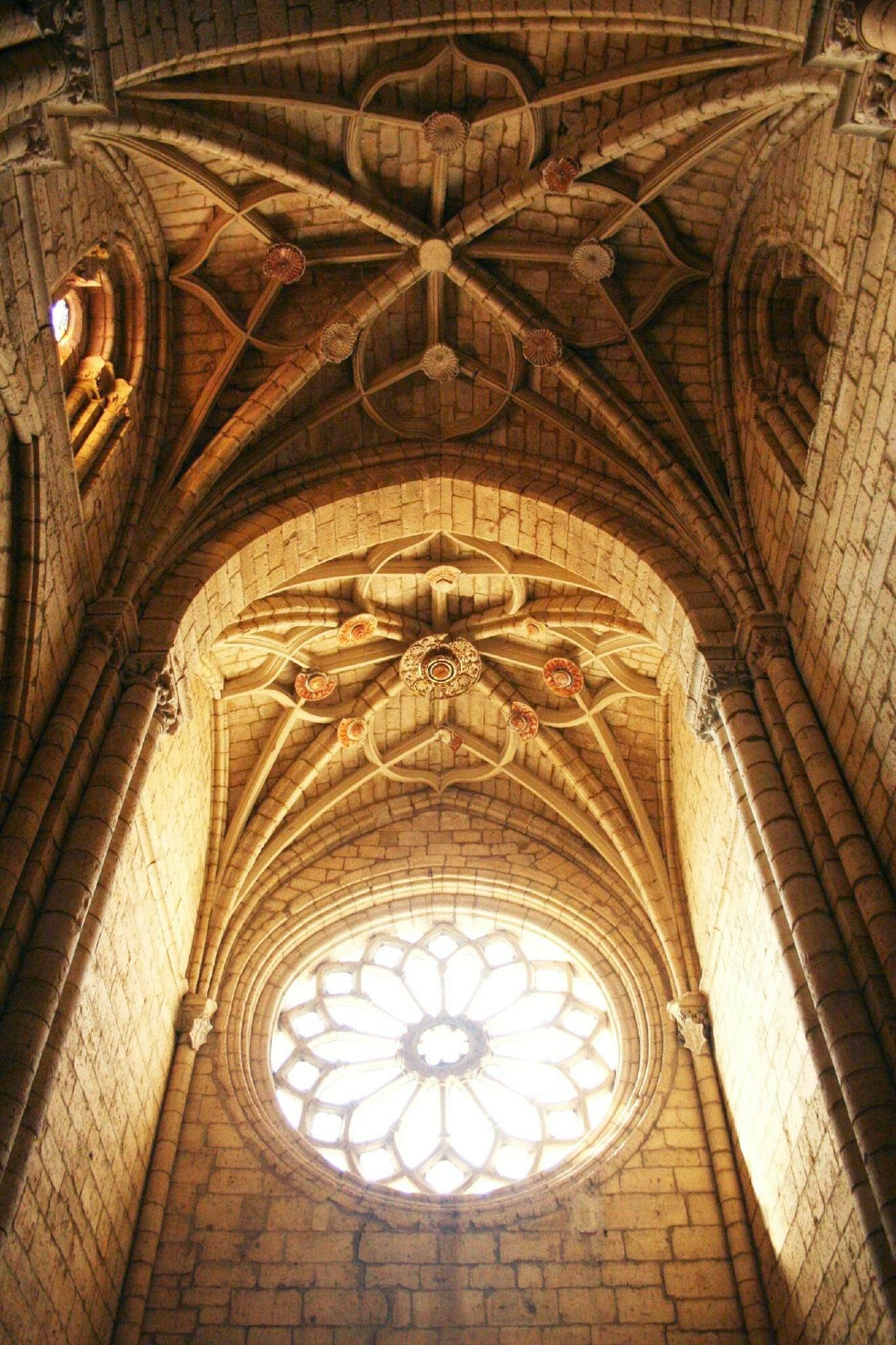
Interior de l'església de Santa Maria de la Blanca (Villalcázar de Sirga). L'arquitectura gòtica deixa espai per enormes finestrals de formes capritxoses, com els rosetons.
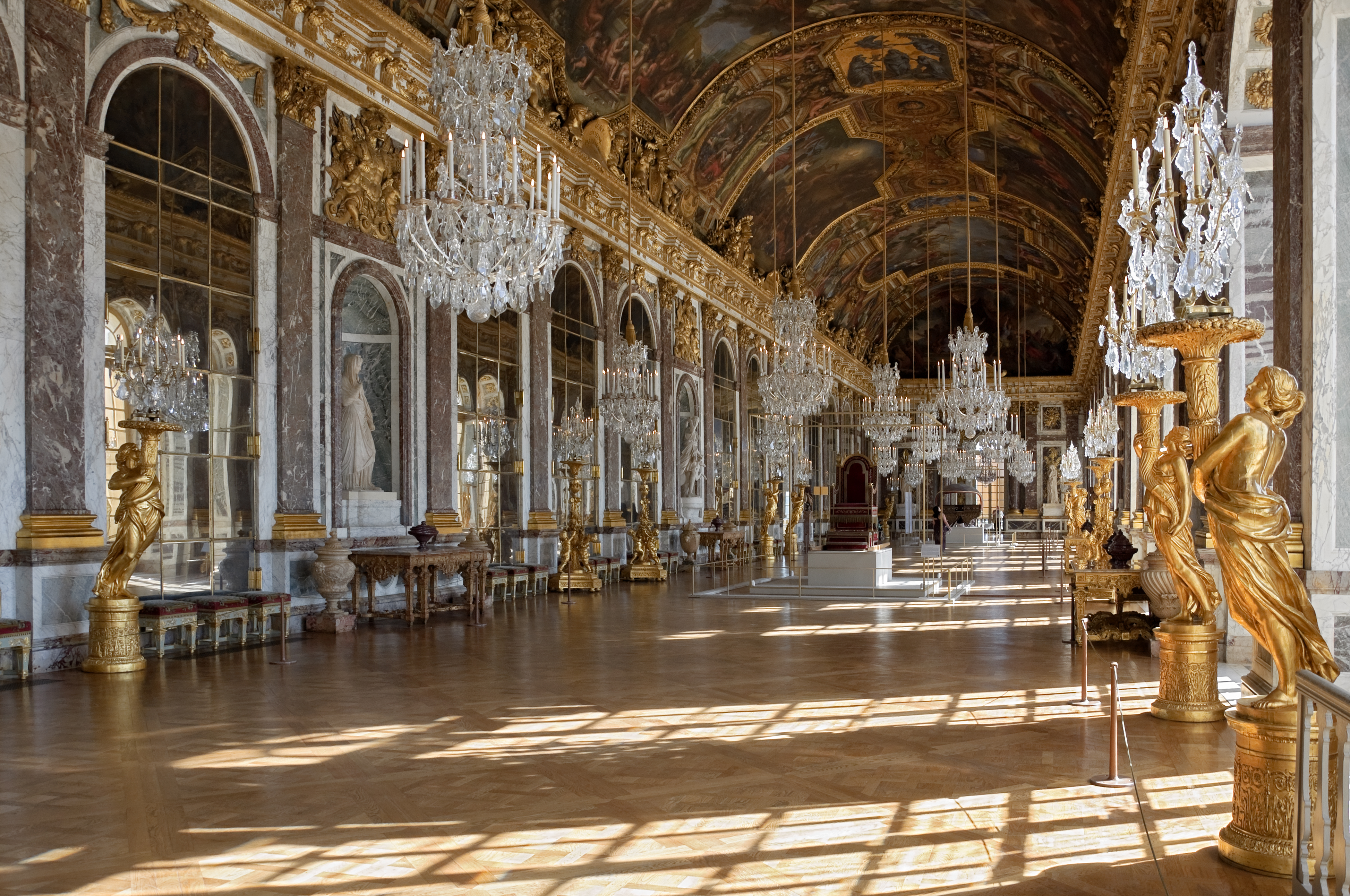
"Galeria dels miralls" del Palau de Versalles. L'arquitectura barroca té una relació dinàmica entre l'interior i l'exterior dels edificis.
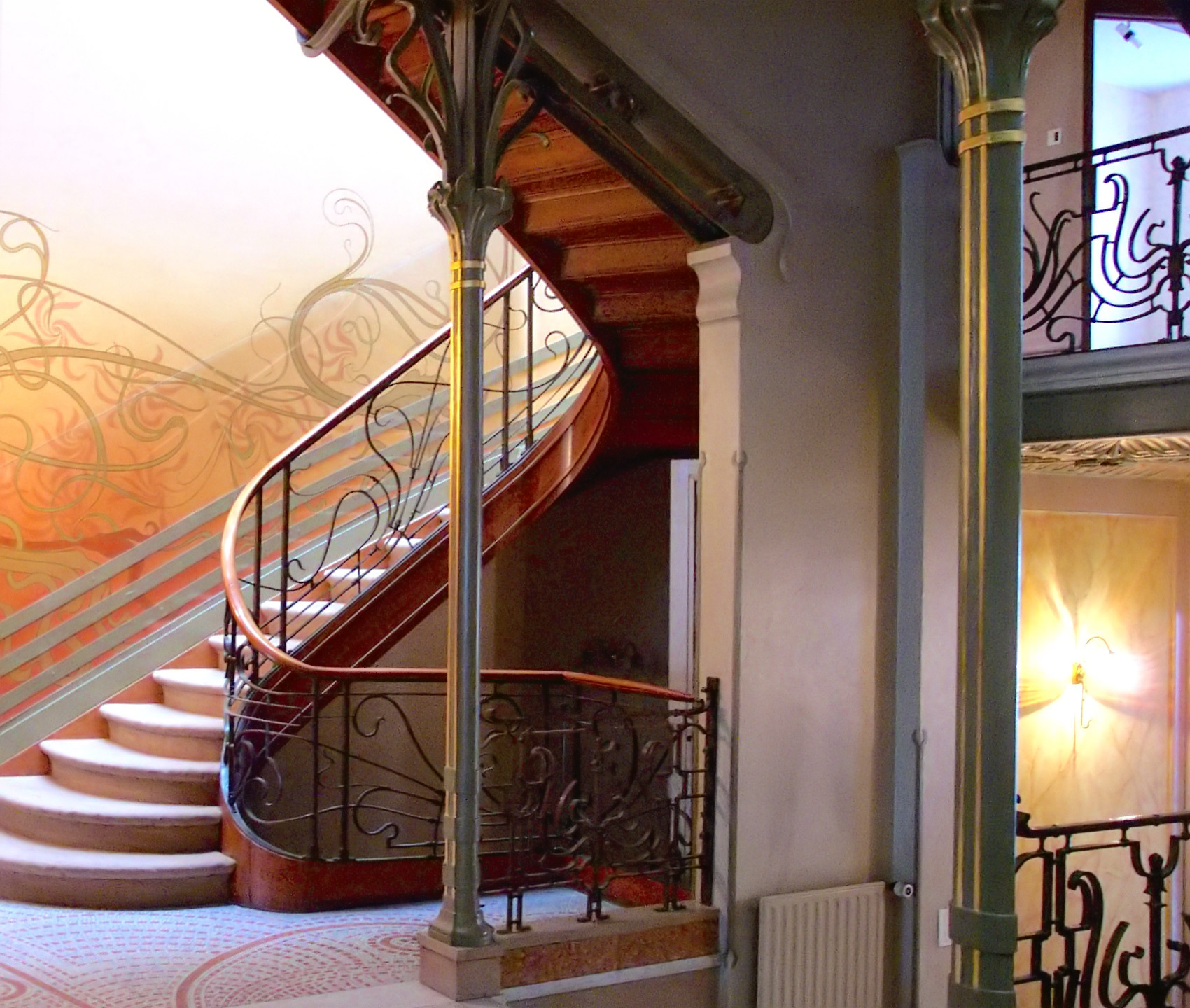
Escala de la Casa Tassel, de Víctor Horta. El modernisme busca una relació harmònica entre la funcionalitat i la bellesa.
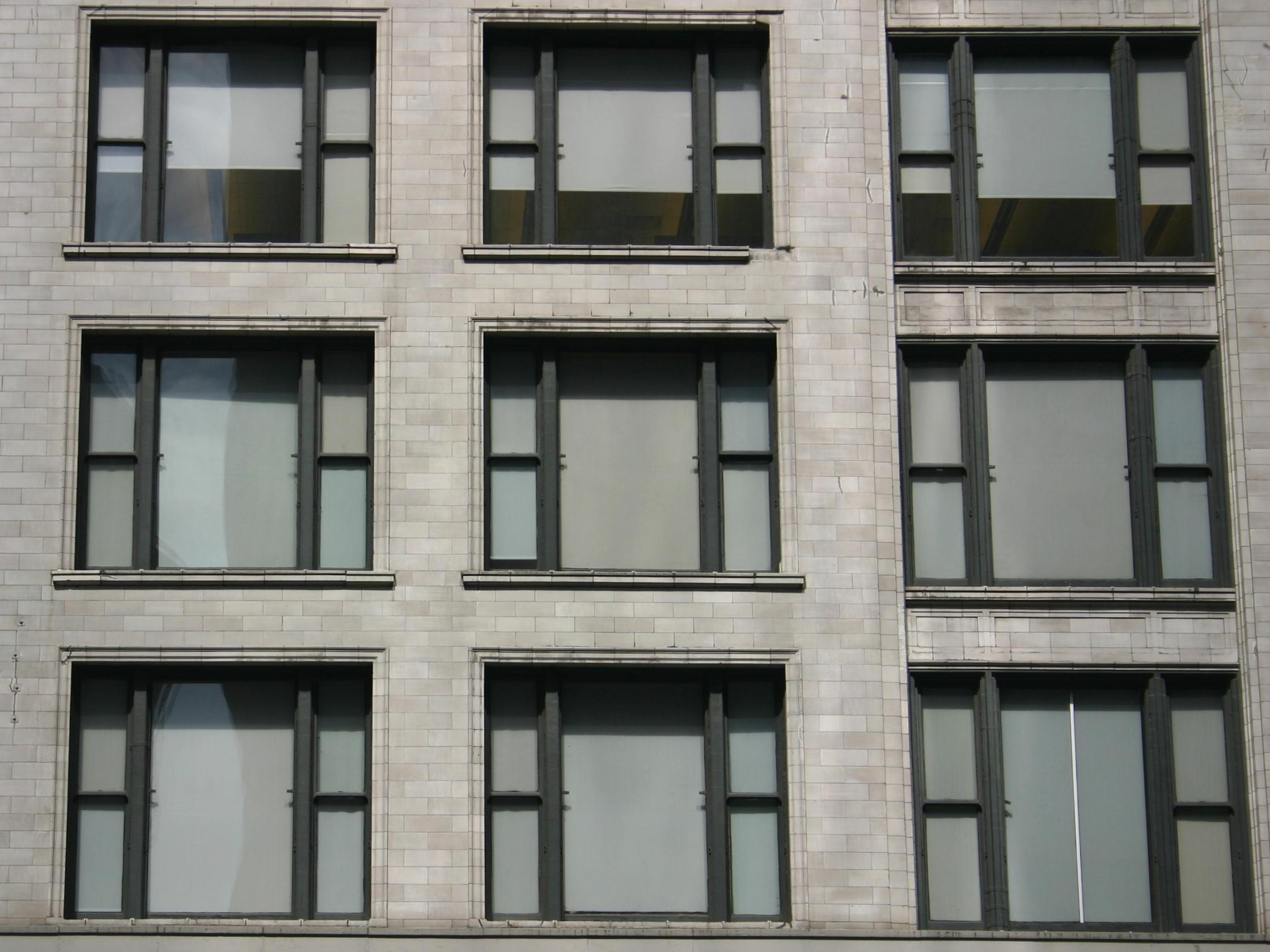
Les "Chicago windows" són pròpies dels edificis de l'escola de Chicago.
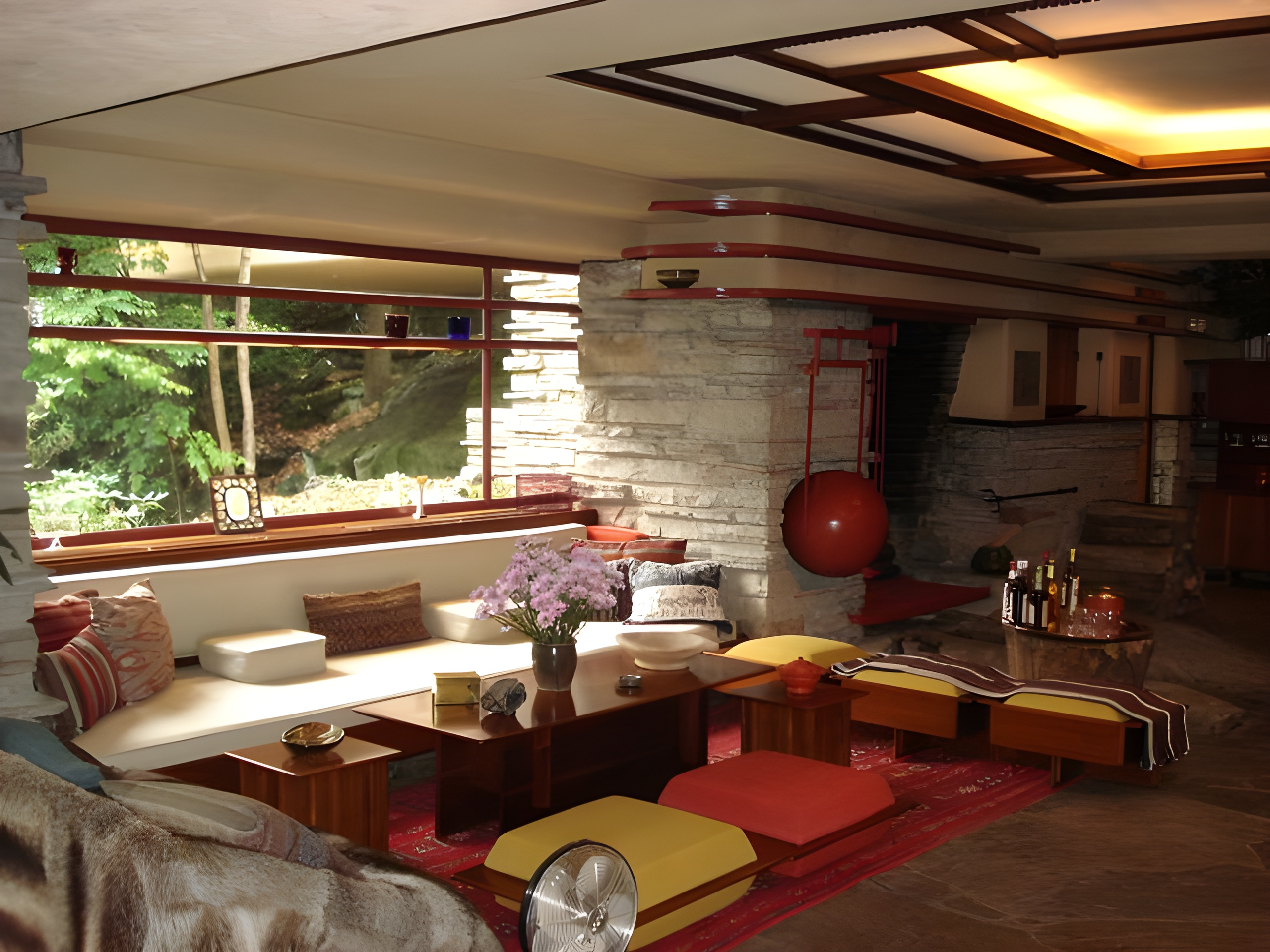
Interior de la "Casa de la Cascada", de Frank Lloyd Wright
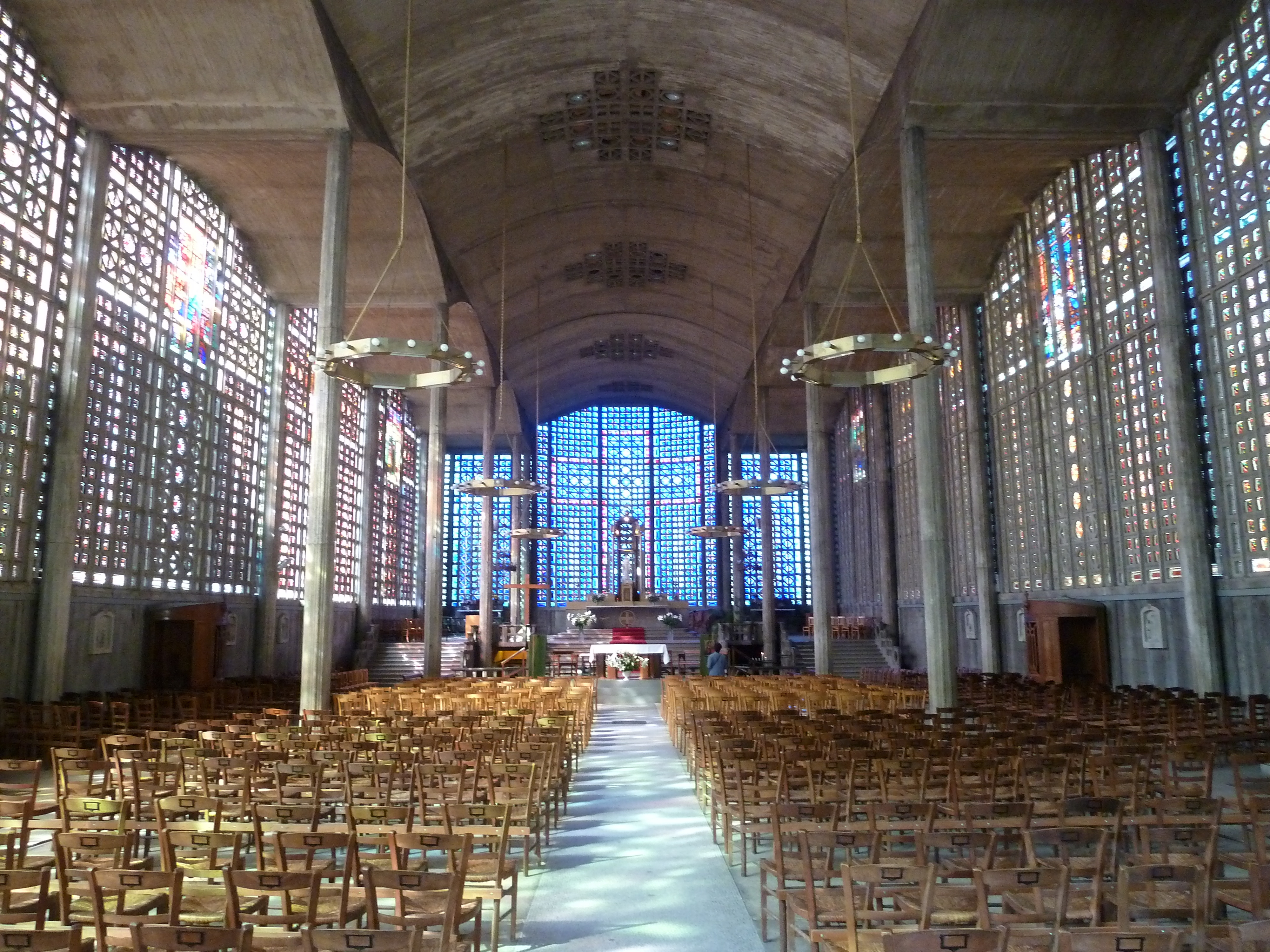
Interior de Notre-Dame du Raincy, d'Auguste Perret.

## Pintura i arquitectura: les vidrieres
La llum penetra pels vitralls fins als nombrosos rajos daurats (de diferent gruix, amb l'objectiu d'augmentar la vibració lluminosa) es refracten en els núvols corbs com els miralls per a multiplicar la il·luminació.

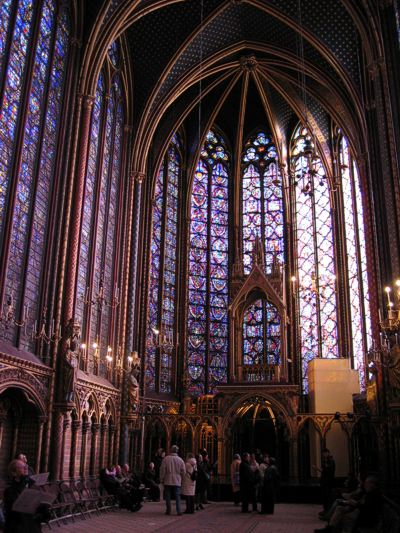
Interior de la Sainte Chapelle de París.
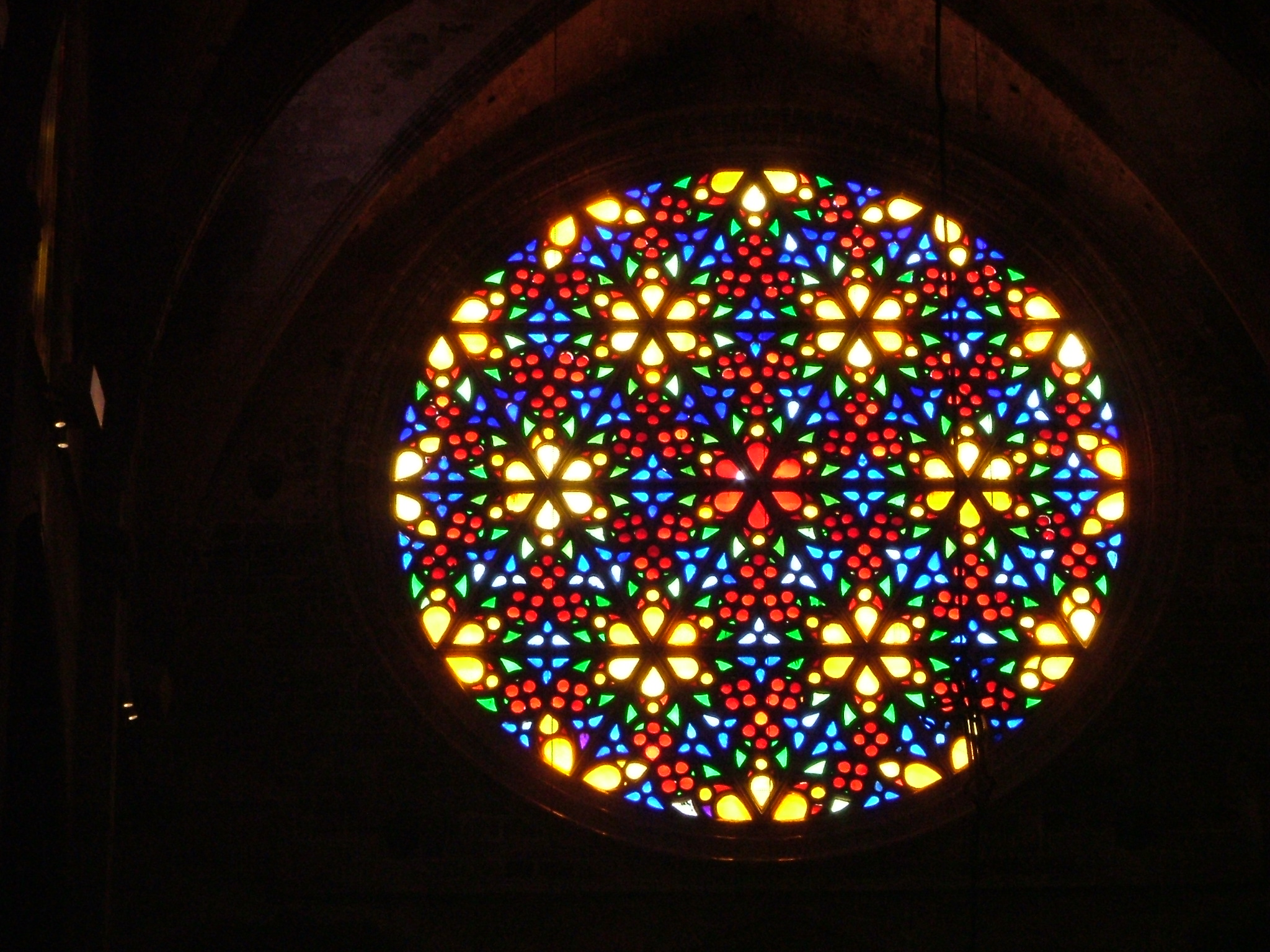
Rosetó de la catedral de Mallorca.
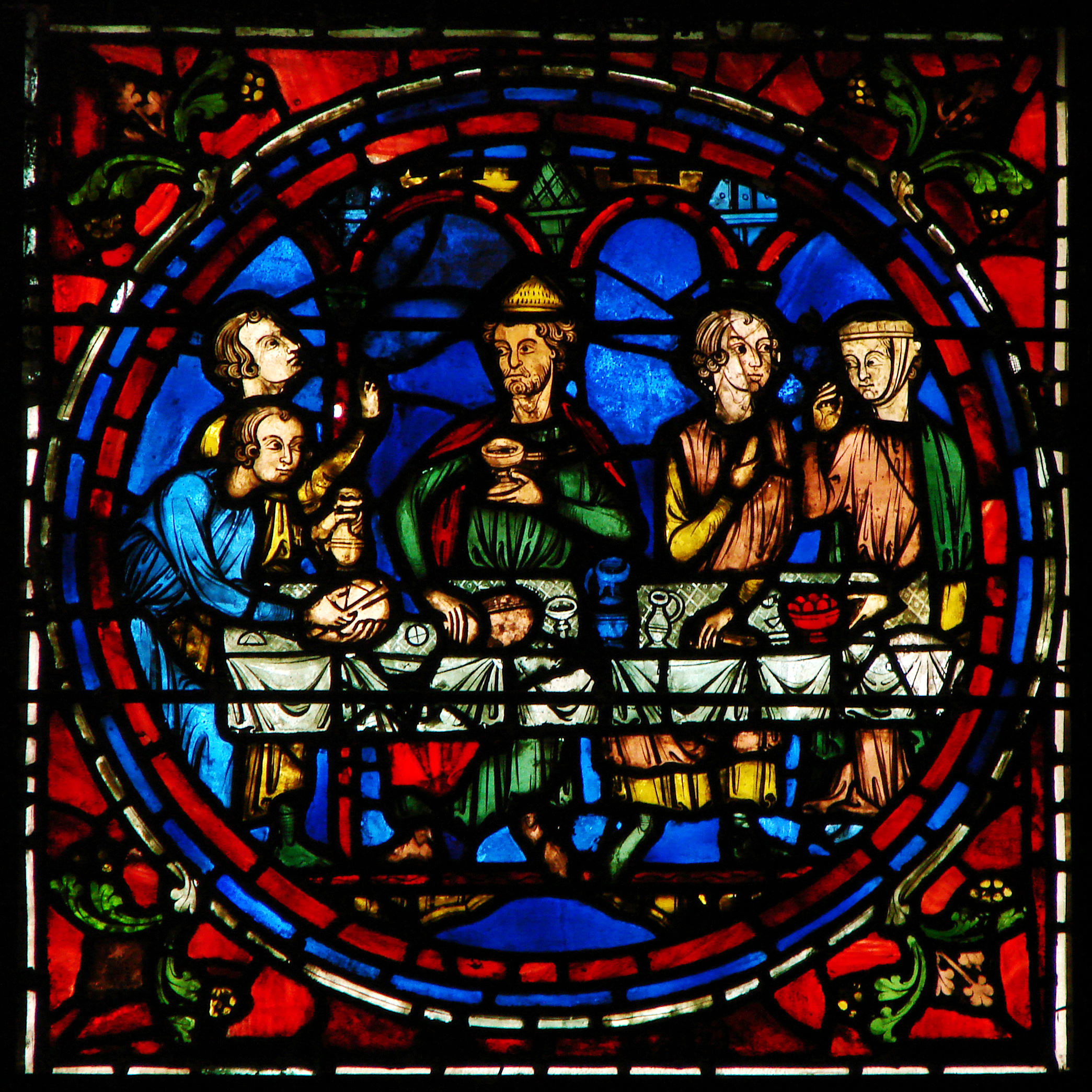
Vidriera de la catedral de Chartres.
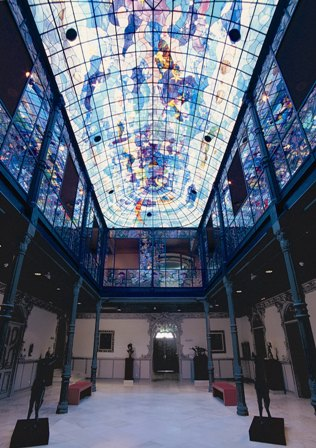
Vitralls modernistes de la Casa Lis, Salamanca.
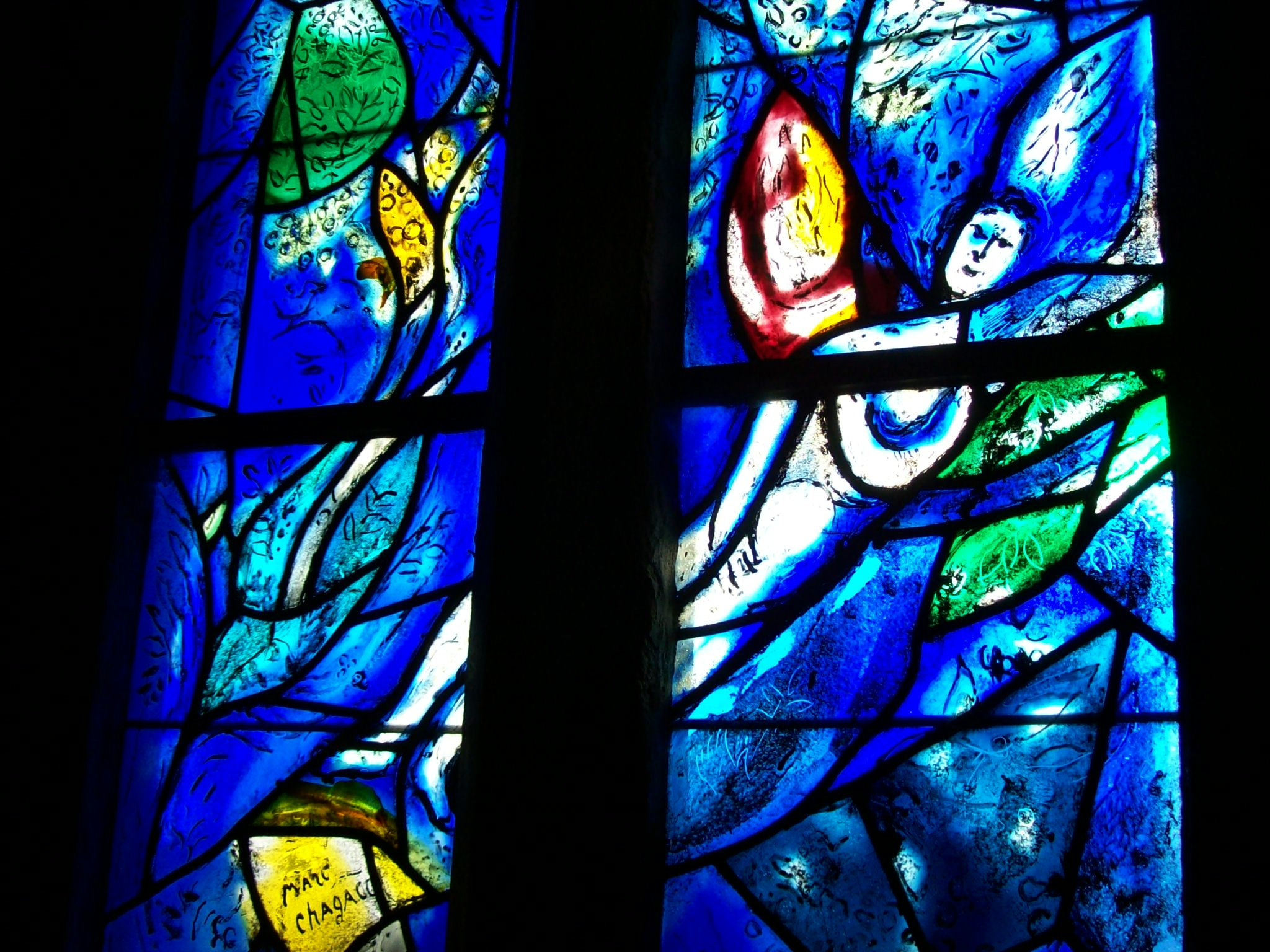
Vitrall de Marc Chagall.

## "Light Art" i "Lightpainting"
El desenvolupament de l'electrificació va permetre a partir de finals de segle xix i principis del XX la utilització de la làmpada incandescent. Per un grup d'artistes que realitzen una activitat denominada Light Art ("art de llum"), va tenir un especial impacte l'ús comercial dels fluorescents o llums de neó. Frank Popper va definir aquests artistes com a neon artists (David Flavin, Olafur Eliasson, James Turrell, Waltraut Cooper, Aleksandra Strarimirovič, Austine Wood Comarow, Tim White-Sobieski, etc.).

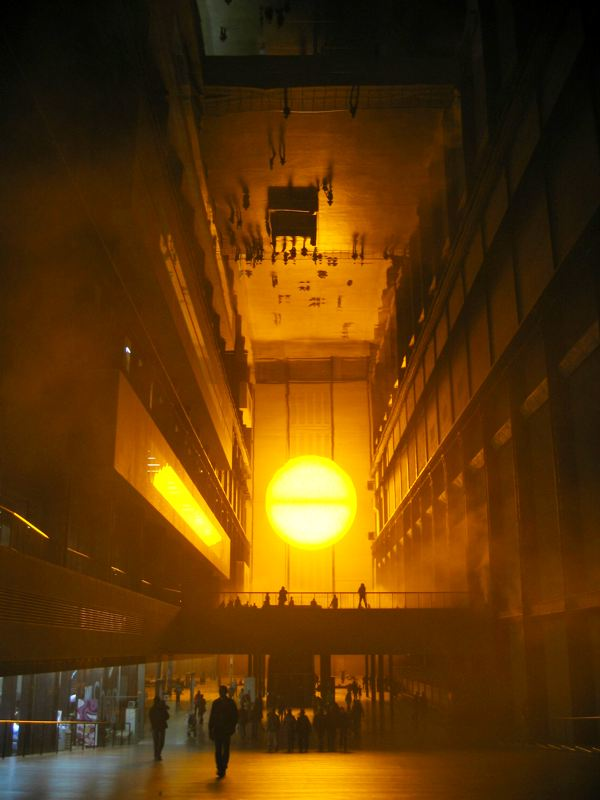
"The Weather Project" d'Olafur Eliasson a la Tate Modern de Londres, 2003.
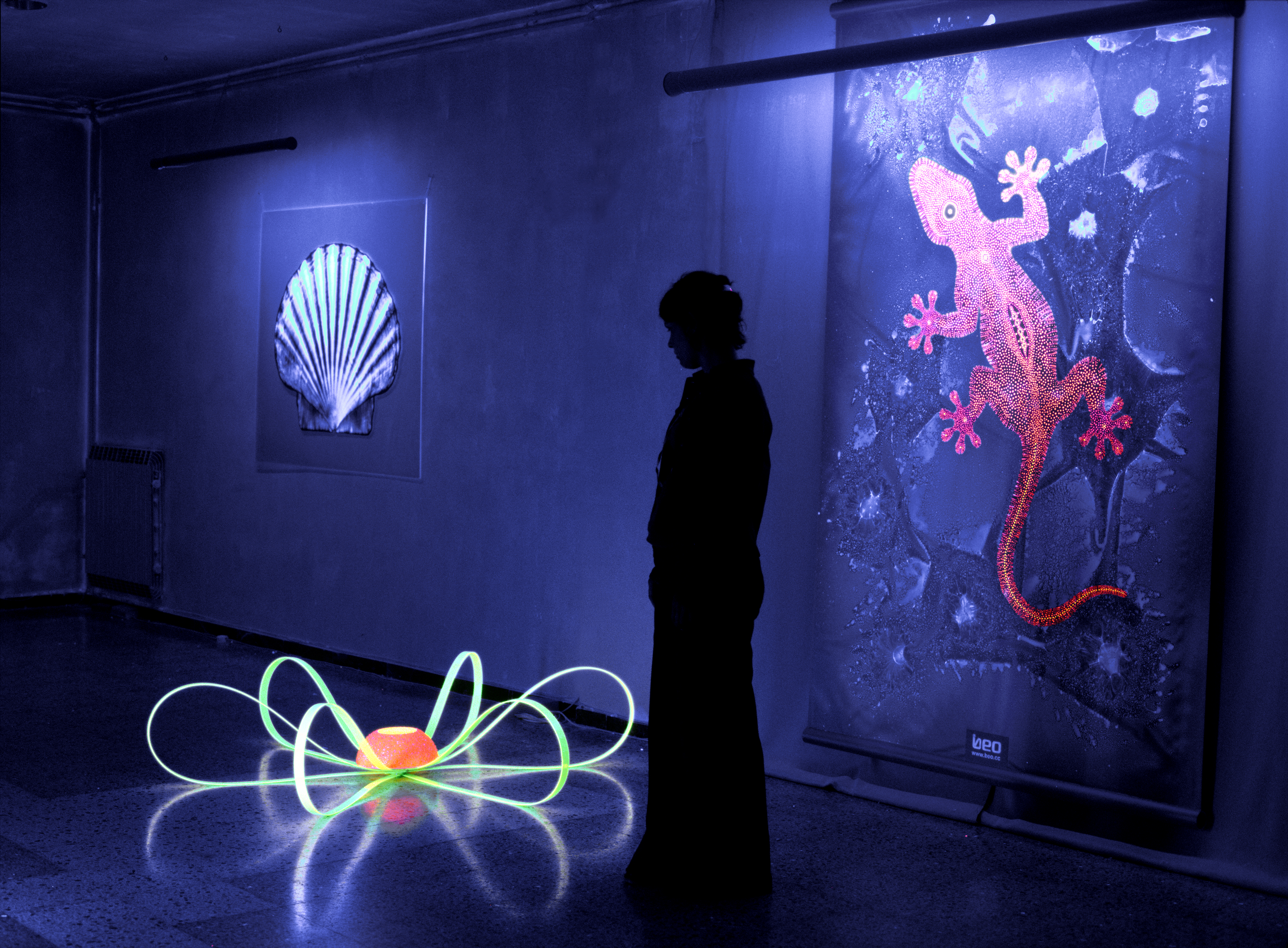
Pintures i escultures lluminoses de Beo Beyond.

## Fotografia

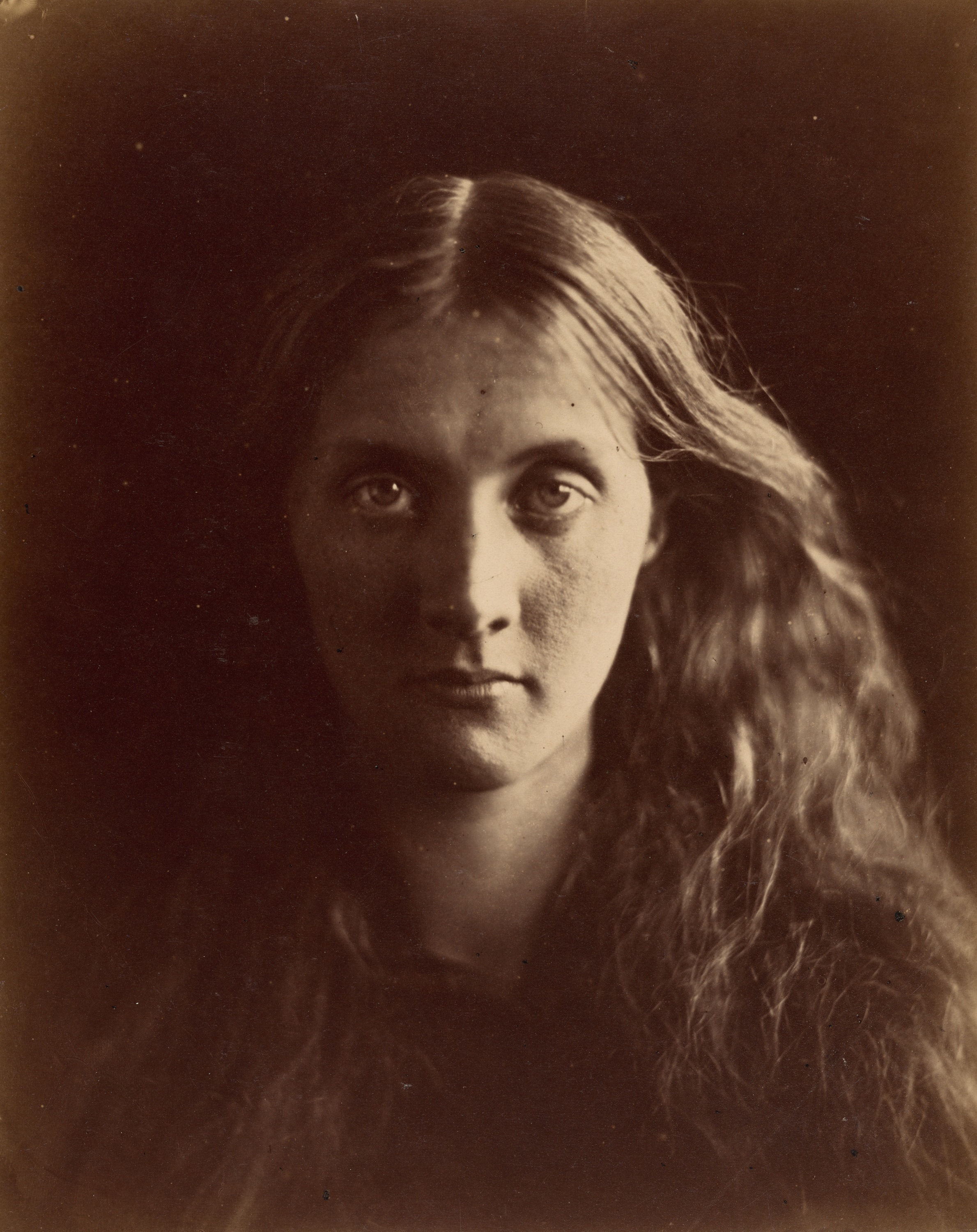
Retrat de Julia Jackson, per Julia Margaret Cameron, 1867.

La fotografia és, en si mateixa, un art de la llum, ja que, la llum és la seva matèria primària, la que produeix la impressió de les imatges a la placa fotogràfica. La il·luminació natural o artificial en fotografia (il·luminació fotogràfica) és una de les parts essencials de la tècnica i l'art de la fotografia, juntament amb l'enquadrament.
Existeix una revista de fotografia denominada Art de la Llum.

## Cinema
El cinema és, en si mateix, un art especialitzat amb la llum i l'ombra com a materials, com ho van ser els seus precedents (de les ombres xineses al cinetoscopi). La il·luminació és un factor essencial en les produccions cinematogràfiques.
Alguna de les escenes més impressionants de la història del cinema consta únicament d'efectes de llum, com la pujada de les escales de Nosferatu, el viatge astronauta de 2001: una odissea de l'espai o gran part de Tron.

## Il·luminació d'espais expositius
El tractament correcte de la il·luminació d'un espai d'exhibició artística, pren una part fonamental en el procés de desenvolupament del projecte d'un disseny museogràfic. Existeixen importants factors que contemplen en el moment de crear una proposta d'il·luminació, ja que, s'ha de generar una "sinergia" equitativa per a aconseguir delectar a l'espectador creant un pont entre aquest i l'obra d'art, calculant amb una apropiada disposició, confort visual i qualitat de llum.
Per això, és necessari tenir coneixement de les diferents fonts de llum de les quals depèn un espai expositiu.

### Llum natural
És per molt una de les millors fonts pel seu índex de reproducció cromàtica (CRI), ja que dona un 100% d'aquest paràmetre i és la manera més econòmica per il·luminar un interior.
- Lamentablement, és una font difícil de controlar a causa de la seva variació d'intensitat i orientació, es torna imperatiu fer que aquesta font mai incideix directament sobre una peça i tenir en compte que el component ultraviolat de la llum solar pot arribar a deteriorar i decolorar objectes històrics que s'estan exhibint. Així que, el més recomanable seria protegir les finestres amb una pel·lícula o un filtre pels rajos UV (encara que només tenen 5 anys de vida útil) o bé, la millor opció seria col·locar vidres esmerilats que proporcionen un 97% de filtració sense data de venciment.

Les maneres d'introduir llum natural en un museu són:
- Llum lateral: prové d'obertures en murs i finestres, és la més accessible però la que provoca els pitjors efectes en les obres, ja que, introdueix radiacions directament sobre aquestes, a més a més, arriba a enlluernar pels angles d'incidència.
- Llum indirecta: S'introdueix en l'ambient mitjançant la refracció. Pot ser una opció una mica costosa però de les més efectives. Necessita especialistes capaços de dur a terme un estudi previ i avaluar les condicions, mitjançant simulacions (en maquetes) per obtenir l'efecte resultant que es desitja.
- Un exemple és en les antigues cases gregues on la llum reflectida pel terra del pati, reflecteix els colors del mosaic i de l'aigua de la font, una llum que ve de la part de sota que rebota al sostre de la galeria i es difon per tot l'espai
- Llum zenital: S'obté a través de lluernes. És la més costosa d'obtenir, per la precisió en l'execució per aconseguir alts nivells d'impermeabilitat.

### Llum artificial
La llum artificial s'obté per un dispositiu amb la capacitat de produir llum utilitzant energia, normalment elèctrica.
Per fer una adequada selecció de fonts lluminoses, hem de considerar aspectes com la brillantor, l'índex de reproducció cromàtica (CRI) i, sobretot, la quantitat de radiació (rajos infraroja i ultraviolada) que emet.
També és necessari conèixer les diferents tecnologies que ens ofereix el mercat així com les seves aplicacions, perquè es puguin escollir les fonts més apropiades conforme el concepte d'exhibició, recorreguts i espècie d'obres per il·luminar.

#### Il·luminació difusa
La tecnologia usada més habitual per a aquest tipus d'il·luminació són tubs fluorescents, ja que, encara que tinguin un índex de reproducció cromàtica baix, ens ajuda a il·luminar vitrines, per exemple, creant superfícies homogènies. És un tipus de tecnologia que no emet tanta calor directe als objectes, però és important col·locar un filtre de raigs UV, perquè és una de les fonts amb major radiació d'aquests.

#### Il·luminació puntual
L'objectiu d'aquest tipus d'il·luminació és crear èmfasi en l'obra i tenir un índex de reproducció cromàtica de la millor qualitat. Els tipus de tecnologies utilitzades per a aquest tipus d'il·luminació són projectors amb làmpades incandescents tipus PAR, o halògens, ja que són elements fàcils de dirigir i orientar, així com obtenir un excel·lent CRI.
Aquest tipus de tecnologia utilitza molta potència i això fa que produeixi més calor, per aquest motiu, es recomana que la ubicació d'aquesta font tingui un mínim de tres metres de distància de l'obra, així com tenir en compte que una ubicació errònia pot provocar ombres entre l'espectador i la peça.

### Il·luminació i conservació
La tècnica de conservació es basa en tres principis:
- Reduir la il·luminació al nivell mínim sense afectar el confort i la claredat visual.
- Reduir al mínim possible els temps d'il·luminació (cortines sobre exhibidors, sistemes de control, sensors de moviment).
- Tractar d'evitar la radiació ultraviolada (escollint fonts de llum que emetin aquesta radiació en quantitats menors o amb filtres UV).

És de gran importància conèixer amb exactitud la quantitat de llum o luminància que es vulgui projectar sobre les obres, amb l'objectiu de protegir-les i evitar que es deteriorin.
S'han creat tres categories principals, segons el tipus de materials i la quantitat de luxes que és recomanable per a la sensibilitat de les obres.

#### Categoria A
Objectes de pedra, metalls, ceràmica, joies sense pintar, fotografies en blanc i negre.
300 Luxes.

#### Categoria B
Pintures d'oli i al temple, os marfil, cuir, etc.
200 Luxes.

#### Categroia C
Tèxtils, aquarel·les, treballs en paper, gravats, exemplars d'història natural, tapissos, etc.
50 Luxes.
| Luminància (nivell d'il·luminació) | Classificació dels materials (efectes de la llum)                                                                                                 |
| ---------------------------------- | --- |
| 50-100 Lx                          | Materials molt sensibles a la llum: teixits, cuir, pell tenyida, tapissos, dibuixos, gravats, segells, manuscrits, fotografia en color.           |
| 100-200 Lx                         | Materials moderadament sensibles a la llum: pintura a l'oli, laques, fusta, mobles, os, marfil, fotografia en blanc i negre.                      |
| 200 Lx o més                       | Materials resistents a la llum: pedra, ceràmica, vidre, metalls (alguns plàstics, s'ha de tenir en compte els efectes calorífics de la radiació). |

#### Duració de l'exposició a la llum (T)
El criteri de degradació o deteriorament de les obres és variable depenent del temps de permanència i de l'exposició a la llum a la qual l'ombra es sotmet.
Per exemple, una obra il·luminada per un 100 Lux durant 2000 hores tindrà el mateix deteriorament que una que estigui il·luminada amb 50 Lux durant 4000 hores. Això permet que es pugui compensar el nivell de luminància que rep l'obra si es disminueixen les hores que rep llum.

#### Factor de deteriorament (Fd)
Les radiacions infraroges i ultraviolades són els principals factors de dany que poden provocar un deteriorament acumulatiu.
Els factors de deteriorament de les fonts d'il·luminació més adequades per a usos expositius.
Deteriorament = E x T x Fd.